# Verbascum rotundifolium
Verbascum rotundifolium är en flenörtsväxtart. Verbascum rotundifolium ingår i släktet kungsljus, och familjen flenörtsväxter.

## Underarter
Arten delas in i följande underarter:
- V. r. haenseleri
- V. r. rotundifolium
- V. r. ripacurcicum